# División del Norte, Chiapas
División del Norte är en ort i Mexiko.   Den ligger i kommunen Copainalá och delstaten Chiapas, i den sydöstra delen av landet, 700 km öster om huvudstaden Mexico City. División del Norte ligger 1 100 meter över havet och antalet invånare är 162.
Terrängen runt División del Norte är kuperad åt nordväst, men åt sydost är den bergig. División del Norte ligger uppe på en höjd. Runt División del Norte är det ganska tätbefolkat, med 58 invånare per kvadratkilometer. Närmaste större samhälle är Copainalá, 7,7 km öster om División del Norte. I omgivningarna runt División del Norte växer huvudsakligen savannskog.